# 정열부인 영평정씨 열녀문
정열부인 영평정씨 열녀문은 대한민국 강원특별자치도 철원군 김화읍 도창리 산196에 있는 정열부인 영평정씨 열녀문이다. 2016년 9월 27일 철원군의 향토문화유산 제2호로 지정되었다.

## 개요
정열부인 영평정씨 정막금은 현 김화읍 도창리(구 김화군 서면 도창리)에서 세거(世居)해오던 김명천(김해 김씨)의 처였다. 김명천(金明千)은 병자호란 당시인 서기 1637년 김화지구 기병으로 종군하고 있었다.
인조 14년(1636년) 호군들은 물밀 듯이 침입하여 김화읍의 자모산성을 함락하고 서울을 향해 진군하면서 현 도창리 부락에 이르러 민가에 무단침입 유숙하기에 이르렀다. 호군들의 침입으로 주민들은 물론 정막금도 시어머니와 어린 자녀를 데리고 삼갑산 깊은 산중으로 피난하였는데 그때 간직해야할 불씨를 꺼뜨리게 되어 부득이 동리(洞里)의 집에 내려와 불씨를 구하려하던 중 호군에게 그만 붙잡히고 말았다.
호군들은 젊은 막금을 보는 순간 욕정이 발하여 겁탈하려 달려들었다. 절녀인 막금은 끝까지 굴하지 않고 적도(賊徒)들에게 항거하였다. 호군들은 불응하는 막금을 단칼에 참수하고자 하는 순간 막금은 단설(斷舌)로 자결하였다.
인조 22년(1644년)에 절의(節義)와 열녀(烈女)의 행적을 가상(嘉賞)하고 정려(旌閭)하였으며, 열녀각을 세워 그의 넋을 기리도록 명하였다. 당시의 열녀각은 6.25 동란시 소멸되었으며, 1991년 10월 26일 현위치에 재건립되었다.